# Гавин Вилијамс
Гавин Вилијамс (енгл. Gavin Williams; 25. октобар 1979) професионални је рагбиста који тренутно игра за Стад Франс. Рођен је на Новом Зеланду, али игра за репрезентацију Самое. Пре доласка у Француску, играо је за Конот у келтској лиги. За репрезентацију Самое дебитовао је 2007., против Фиџија. Постигао је есеј и претварање на светском првенству 2007. Његов брат Пол Вилијамс је такође репрезентативац Самое, а и његов отац Брајан Вилијамс је био рагбиста. Са Клермоном је 2010., освојио титулу првака Француске.